# Venga a bailar el rock
Venga a bailar el rock es una película argentina estrenada el 29 de agosto de 1957, dirigida por Carlos Marcos Stevani y protagonizada por Eber Lobato, Alberto Anchart (h), Nélida Lobato, Pedrito Rico, Alfredo Barbieri, Amelita Vargas, Eddie Pequenino y Guillermo Brizuela Méndez, entre otros. Es la primera película argentina y sudamericana que tiene como tema el rock and roll. La banda musical está compuesta en parte por Lalo Schifrin, en su primera participación cinematográfica.

## Elenco
- Eber Lobato
- Alberto Anchart (h)
- Nélida Lobato
- Gran Kiki
- Delma Ricci
- Osvaldo del Castro
- Pedrito Rico
- Alfredo Barbieri
- Amelita Vargas
- Eddie Pequenino
- Osvaldo Vilches Pérez
- Pablo Cumo
- Luis Frontera
- Martha Durán
- Guillermo Brizuela Méndez
- Fernando Campos
- Ricardo Becher
- Yamandú Di Paula
- Carlos Irízar
- Los Caribes
- Los Big Rocker's
- Ernesto y sus rockers
- Hermanos Fernández